# Mária Čírová
Mária Čírová (ur. 20 listopada 1988 w Trnawie) – słowacka piosenkarka. W 2008 r. wygrała finałową, ósmą edycję konkursu Coca-Cola Popstar na Słowacji.